# Plymouth, Indiana
Plymouth är en stad (city) i Marshall County, i delstaten Indiana, USA. Enligt United States Census Bureau har staden en folkmängd på 10 032 invånare (2011) och en landarea på 19,5 km². Plymouth är huvudort i Marshall County.